# Clinohelea lacustris
Clinohelea lacustris är en tvåvingeart som beskrevs av John William Scott Macfie 1939. Clinohelea lacustris ingår i släktet Clinohelea och familjen svidknott.
Artens utbredningsområde är Uganda. Inga underarter finns listade i Catalogue of Life.